# Tullyallen
Tullyallen (irl. Tulaigh Álainn) – wieś w hrabstwie Louth w Irlandii położona ok. 6 km na północny zachód od Droghedy. We wsi znajduje się szkoła podstawowa(ang. Tullyallen National School) oraz kościół pw. Wniebowzięcia Najświętszej Maryi Panny, a parafia nosi nazwę Mellifont. Wywodzi swoją nazwę od ruin pobliskiego opactwa Mellifont.